# Slavonska nogometna zona Podravska skupina 1978./79.
Slavonska nogometna zona je bila jedna od 4 zone Hrvatske lige, koja je zajedno s ligama iz ostalih republika predstavljala 4. rang u nogometnom prvenstvu SFRJ. Od sezone 1971./72. bila je podjeljena u dvije skupine: Podravsku i Posavsku. Prvaci ovih grupa bi igrali meč za prvaka Slavonije. U ovoj sezoni, prvak Slavonije je igrao kvalifikacije za ulazak u Jedinstvenu republičku ligu (3. rang natjecanja), dok su sljedeća 4 kluba u prvenstvu bila promovirana u novooformljenu Regionalnu ligu Slavonije i Baranje (4. rang). Iz lige klubovi bi bili relegirani u prvenstva općinskih nogometnih podsaveza.
| Mj. | Klub                         | Sus. | Pobj. | Ner. | Por. | GR.   | Bod. |
| --- | ---------------------------- | ---- | ----- | ---- | ---- | ----- | ---- |
| 1.  | NK Olimpija Osijek           | 26   | 13    | 11   | 2    | 48:19 | 37   |
| 2.  | NK Metalac Osijek            | 26   | 13    | 9    | 4    | 63:30 | 35   |
| 3.  | NK Jedinstvo Donji Miholjac  | 26   | 12    | 10   | 4    | 49:30 | 34   |
| 4.  | NK LIO Osijek                | 26   | 13    | 6    | 7    | 40:30 | 32   |
| 5.  | NK Šparta Beli Manastir      | 26   | 11    | 7    | 8    | 43:31 | 29   |
| 6.  | NK Jadran Šećerana           | 26   | 12    | 3    | 11   | 48:36 | 27   |
| 7.  | NK Belje Kneževo             | 26   | 9     | 9    | 8    | 35:35 | 27   |
| 8.  | NK Slatina Podravska Slatina | 26   | 9     | 7    | 10   | 42:52 | 25   |
| 9.  | NK Elektra Osijek            | 26   | 9     | 5    | 12   | 37:41 | 23   |
| 10. | NK Sloga Borovo              | 26   | 9     | 5    | 12   | 35:47 | 23   |
| 11. | NK Darda                     | 26   | 8     | 7    | 11   | 41:54 | 23   |
| 12. | NK Đurđenovac                | 26   | 7     | 9    | 10   | 33:47 | 23   |
| 13. | NK Jedinstvo Đakovo          | 26   | 9     | 4    | 13   | 43:48 | 22   |
| 14. | NK Jedinstvo Čepin           | 26   | 0     | 4    | 22   | 19:76 | 4    |

## Utakmice za prvaka Slavonije
Prvaka Slavonije je odlučivao dvomeč prvaka Podravske i Posavske skupine Slavonske nogometne zone:
14. lipnja 1979.: NK PPK Kutjevo - NK Olimpija Osijek 3:5
17. lipnja 1979.: NK Olimpija Osijek - NK PPK Kutjevo 3:1
Prvak Slavonije je postala NK Olimpija Osijek i time stekla pravo nastupa u kvalifikacijama za ulazak u Jedinstvenu republičku ligu.

## Kvalifikacije za Republičku ligu
20. lipnja 1979.: NK Sloga Čakovec - NK Olimpija Osijek 0:1
NK Varteks Varaždin - NK Sloga Čakovec 0:1
27. lipnja 1979.: NK Olimpija Osijek - NK Varteks Varaždin 1:1
1. srpnja 1979.: NK Olimpija Osijek - NK Sloga Čakovec 4:3
NK Sloga Čakovec - NK Varteks Varaždin 0:2
8. srpnja 1979.: NK Varteks Varaždin - NK Olimpija Osijek 2:0
| Mj. | Klub                | Sus. | Pobj. | Ner. | Por. | GR. | Bod. |
| --- | ------------------- | ---- | ----- | ---- | ---- | --- | ---- |
| 1.  | NK Varteks Varaždin | 4    | 2     | 1    | 1    | 5:2 | 5    |
| 2.  | NK Olimpija Osijek  | 4    | 2     | 1    | 1    | 6:6 | 5    |
| 3.  | NK Sloga Čakovec    | 4    | 1     | 0    | 3    | 4:7 | 2    |

U Jedinstvenu republičku ligu Hrvatske se plasirao NK Varteks Varaždin.